# Pentaneurella katterjokki
Pentaneurella katterjokki är en tvåvingeart som beskrevs av Ernst Josef Fittkau 1983. Pentaneurella katterjokki ingår i släktet Pentaneurella och familjen fjädermyggor. Arten är reproducerande i Sverige. Inga underarter finns listade i Catalogue of Life.